# Jean-François Hassoun
Jean-François Hassoun est un réalisateur et producteur français né en 1965 à Marseille.

## Biographie
Docteur en Médecine et diplômé de l'ESSEC, c'est comme médecin humanitaire pour l'UNICEF à Madagascar qu'il réalise un premier documentaire sur la lutte contre le SIDA en 1994. 
Il séjourne plus de dix ans en Afrique (Madagascar,Tunisie), au Brésil puis en Suède et rejoint le groupe Canal+. Il passe ensuite à la réalisation de films, suit le Cours Florent et le CFPJ. Il réalise par la suite des documentaires et des grands reportages pour Arte, TF1, France Télévisions, Planète, Canal+ Afrique et TV5 Monde. Après le documentaire, il réalise une première fiction courte "Break" sélectionné dans de nombreux festivals internationaux puis le film   "Abe "qu'il tourne aux États-Unis. Il fonde sa société de production Libero Films en 2006 qui produit des films, des chaînes événementielles et magazines notamment de voyages, de sport extrême, de santé, ou encore des magazines consacrés aux artistes .

## Filmographie sélective
- 2016 : Chaîne Canal Grand Raid pour CanalSatellite (Ile de la réunion)
- 2016 : Plus d'Afrique Musique  (Emissions musicales tournées au Congo, Sénégal, Cameroun, Bénin)
- 2010 -2014 : "Plus d'Afrique"' (magazine culturel - Canal+ Afrique), 5 saisons
- 2012 : A.B.E. (fiction, France-USA, sélectionné et primé dans 10 festivals internationaux )
- 2011 : "Quoi de neuf Docteur?" (magazine santé - TV5 Monde) 3 saisons
- 2010 : Canal Sakifo (chaîne événementielle diffusée sur le Festival de musique Sakifo à l'Ile de la Réunion)
- 2010 : '"Canal Yoles" (Canalsat Martinique)
- 2006- 2010- : Afrik'Art (série documentaire, 6 saisons)
- 2008 : Break (fiction -  sélectionné et primé dans15 festivals internationaux )
- 2008 : Canal Sakifo (chaîne événementielle diffusée sur le Festival de musique Sakifo à l'Ile de la Réunion)
- 2005 : Alerte Canicule (film documentaire - France 2)
- 2004 : Mazel Tov ! (film documentaire - France 2)
- 2003 : Un cœur qui bat (série programme court, France Télévisions)
- 2003 : Album de famille (série documentaire - Arte)
- 2002 : Forum des européens" (magazine de reportages - Arte)
- 1995 : Arovy Madagascar (film documentaire)